# 本位主义
本位主义，是指只顾自己不顾别人的一種作風。有時它也指一种放大了的小团体主义或个人主义，例如在处理单位与部门、整体与部分之间的关系时只顾自己，不顾大局，对别部、别地、别人漠不关心。本位主义者被认为缺乏大局观和全局意识，考虑问题时以自我或小团体为中心，无论利弊得失都站在局部的立场上。与之相对的是集体主义。
本位主義一詞還可用於以某種事物為中心的看法，例如文化本位主義、經濟本位主義等。
其普遍被认为出自1929年12月毛泽东《关于纠正党内的错误思想》一文：
（六）本位主义，一切只知道为四军打算，不知道武装地方群众是红军的重要任务之一。这是一种放大了的小团体主义。

## 相關
- 白人優越主義
- 山頭主義
- 軍種對立

## 外部參考
- 部門本位主義 （页面存档备份，存于）
- 关于纠正党内的错误思想